# Складування відходів збагачення вугілля
Складування відходів збагачення вугілля
Найчастіше в практиці вуглезбагачення застосовують чотири способи транспортування й укладання крупної і дрібної породи.

## Способи складування відходів збагачення вугілля

### 1-й спосіб
Транспортування відходів скіпами або вагонетками по похилих рейкових коліях і укладання їх у конусоподібні відвали (терикони).
Відходи накопичують у бункерах, місткість яких приймають звичайно рівною масі відходів, одержуваних за зміну, мінімально: за 2-3 години роботи збагачувальної фабрики. З бункерів відходи завантажують у скіп або вагонетку і канатною відкаткою по рейковій колії з кутом нахилу 20-30о підіймають на вершину відвалу і перекидають (рис.). Місткість відвалу звичайно досягає 3-4 млн м3.
Продуктивність установки для транспортування відходів при одноколійній відкатці складає 5-15 м3/год, при двоколійній — 15-55 м3/год.
Цей спосіб транспортування й укладання відходів застосовується при розміщенні відвалу на горизонтальній площадці та розташуванні його на віддалі від фабрики не більше ніж 0,7 км.
Перевага конусоподібних відвалів — невелика займана ними площа, що особливо важливо при великій кількості одержуваних відходів і тривалому строку експлуатації фабрики. Недоліки — трудомісткість робіт з підтримки рейкового шляху, складність пересування розвантажувальних ферм, забруднення повітря, а також схильність до самозаймання.

### 2-й спосіб
Транспортування відходів у відвал конусоподібної форми пересувними стрічковими конвеєрами (рис.) застосовується в умовах м'якого клімату, якщо можлива цілорічна робота просто неба . Кут підйому стрічкових конвеєрів приймається 16-17о. Відстань від відвалу до фабрики також не перевищує 0,7 км. Місткість відвалів при цьому способі укладання відходів складає 1-2 млн м3.

### 3-й спосіб
Транспортування відходів підвісними канатними дорогами застосовується при розташуванні відвалу від фабрики на відстані до 3 км. При маятниковому русі вагонеток і довжині відкатки до 0,8 км канатні дороги забезпечують продуктивність 100—150 м3/год. При кільцевому русі вагонеток канатні дороги забезпечують продуктивність 120—300 м3/год при довжині відкатки до 5 км. Форма відвалу залежить від прийнятої схеми розташування щогл:
- — конусоподібні відвали утворюються при наявності однієї кінцевої щогли ;
- — штабельні — при спорудженні декількох щогл і розміщенні штабелів у прольотах між ними ;
- — секторні — при пересуванні кінцевої щогли по дуговій рейковій колії.

Тип відвалу обирають залежно від необхідної ємності й рельєфу місцевості.
Переваги підвісних канатних доріг порівняно з наземною рейковою відкаткою полягають у тому, що вони не залежать від рельєфу місцевості, можуть перетинатися з наземними комунікаціями, не вимагають трудовитрат на підтримку шляхів і переміщення розвантажувальних ферм. Їхній головний недолік — великі капітальні витрати на спорудження високих сталевих щогл.
В умовах холодного клімату підвісні канатні дороги не можна застосовувати для транспортування відходів підвищеної вологості через їхнє змерзання у вагонетках.

### 4-й спосіб
Транспортування відходів у перекидних залізничних вагонах або автосамоскидами з утворенням плоских відвалів (рис.). Відвал розташовується на похилій площадці, відходи скидаються під укіс і розрівнюються бульдозером. Цей спосіб найбільш поширений і застосовується при великій продуктивності фабрики і значному віддаленні відвалу від фабрики (більше 3 км). Місткість плоского відвалу складає 3-10 млн м3 при висоті не більше 60 м.
При використанні цього способу в комплексі з навантажувальним пристроєм передбачені пристрої обробки кузовів транспортних засобів для запобігання прилипанню і примерзанню породи, а також її змерзання при транспортуванні.
Переваги способу полягають в його високій продуктивності (до 500 т/год), маневреності транспорту (особливо автомобільного), незначній імовірності самозаймання відходів (відвал знаходиться в западині), крім того, відвали зручні для рекультивації.